# Gilberto Valbuena Sánchez
Gilberto Valbuena Sánchez (* 4. Februar 1929 in Chietla; † 22. Dezember 2021 in Colima) war ein mexikanischer Geistlicher und römisch-katholischer Bischof von Colima.

## Leben
Gilberto Valbuena Sánchez empfing nach seiner theologischen Ausbildung im Priesterseminar von Palafoxiano am 21. Mai 1955 die Priesterweihe. Er war im Priesterseminar von Palafaxiano und als Pfarrer von Izúcar de Matamoros tätig.
Papst Paul VI. ernannte ihn am 9. Dezember 1972 zum Titularbischof von Vazari-Didda und zum Apostolischen Präfekten von La Paz en la Baja California Sur. Die Bischofsweihe spendete ihm der Bischof von Tacámbaro José Abraham Martínez Betancourt am 8. Februar 1973; Mitkonsekratoren waren Estanislao Alcaraz y Figueroa, Erzbischof von Morelia und Rosendo Huesca Pacheco, Weihbischof in Puebla de los Ángeles, Puebla.
Mit der Erhebung zum Apostolischen Vikariat am 1. März 1976 wurde er zum ersten Apostolischen Vikar von La Paz en la Baja California Sur und mit der Erhebung zum Bistum am 21. März 1988 wurde er zum ersten Bischof von La Paz en la Baja California Sur ernannt. Am 8. Juli 1989 wurde er zum Bischof von Colima ernannt. Er initiierte einen Neu- und Ausbau des Großen Seminars in El Cóbano sowie neue Gebäude für das dortige Kleine Seminar und die Bistumsverwaltung. Er war 1990 Gründer des Theologischen Instituts für Laien.
Am 9. Juni 2005 nahm Papst Benedikt XVI. seinen altersbedingten Rücktritt an. Als emeritierter Bischof lebte Valbuena Sánchez in der Stadt Puebla und diente in der Kathedrale als Beichtvater und Zelebrant von Messen. Er starb am 22. Dezember 2021 im Alter von 92 Jahren eines natürlichen Todes.